# Kuntzig
Kuntzig é uma comuna francesa na região administrativa de Grande Leste, no departamento de Mosela. Estende-se por uma área de 4,51 km². Em 2010 a comuna tinha 1 370 habitantes (densidade: 303,8 hab./km²).